# Sumpa-khenpo
 (avril 2015).
Si vous disposez d'ouvrages ou d'articles de référence ou si vous connaissez des sites web de qualité traitant du thème abordé ici, merci de compléter l'article en donnant les références utiles à sa vérifiabilité et en les liant à la section « Notes et références ».
Sumpa-khenpo (tibétain : སུམ་པ་མཁན་པོ་, Wylie : sum pa mkhan po, chinois : 松巴堪布 ; pinyin : sōngbā kānbù ou 松巴活佛, sōngbā huófó ) est le titre donné à des chefs religieux de l'école gelug du bouddhisme tibétain (bouddhisme tantrique ou bouddhisme vajrayana) dans le cloître des Mongours (ou Tu) de Gönlung Champa Ling, dans l'actuelle province du Qinghai, en République populaire de Chine. L'héritage de titre est présenté par le clergé comme acquis par réincarnation.
Ce système de réincarnation des bouddhas vivants a été utilisé de 1491 à 1958 dans la province du Qinghai, année où cette pratique a été supprimée.

## 历世松巴活佛
| Génération | période      | Nom tibétain                                  | Nom chinois      | Transcription latine       |
| ---------- | ------------ | --------------------------------------------- | ---------------- | -------------------------- |
| 1re        | ? — 1651     | Wylie : dam chos rgya mtsho                   | 丹却嘉措         | Damchö Gyatsho             |
| 2e         | ~1652 — 1703 | Wylie : blo bzang bstan pa'i rgyal mtshan     | 罗桑丹贝坚赞     | Lobsang Tenpe Gyeltshen    |
| 3e         | 1704 — 1788  | Wylie : ye shes dpal ’byor                    | 意希班觉         | Yeshé-Paljor               |
| 4e         | 1802 — 1852  | Wylie : tshul khrims bstan 'dzin              | 坚贝崔臣丹增     | Tshülthrim Tendzin         |
| 5e         | 1854 — 1922  | Wylie : blo gros phun tshogs rnam rgyal       | 罗哲彭措南杰     | Lodrö Phüntshog Namgyel    |
| 6e         | 1923 —       | Wylie : blo bzang dpal ldan bstan pa'i nyi ma | 罗桑贝丹丹贝尼玛 | Lobsang Pelden Tenpe Nyima |